# Vanitas
Pour plus de détails, voir Fiche technique et Distribution.
Vanitas est un  thriller belge écrit et réalisé par Oscar Spierenburg et sorti en 2016.

## Fiche technique
- Musique : Tobias Spierenburg

## Distribution
- Manon Verbeeck : Sarah Grégoire
- Laura Verlinden : Valerie Locht
- Dirk Roofthooft : Bruno Grégoire
- Erico Salamone : Alex Abadie
- Benjamin Ramon : Cyril
- Celine Verbeeck : Sophie Grégoire
- Michelangelo Marchese : Nino
- Renato Brabants : Salvatore
- Marianne Carlier : Gezante Vanitas
- Peter Holvoet-Hanssen : Peter
- Eva Ramón : Eva
- Pjeroo Roobjee : Victor Van Der Veken
- Diederik Smit : Theo

## Prix et récompenses
- 2015  : FAFF The Fine Arts Film Festival : prix du meilleur long métrage narratif pour Oscar Spierenburg
- 2016  : ÉCU - Festival européen du film indépendant : prix du Meilleur long-métrage dramatique européen indépendant pour Oscar Spierenburg et Picoux Productions (société de production)